# Mistrzostwa Europy Juniorów w Saneczkarstwie 2021 (tory naturalne)
36. Mistrzostwa Europy Juniorów w Saneczkarstwie na torach naturalnych 2021 odbyły się w dniu 1 lutego we włoskim Jaufental. Rozegrane zostały trzy konkurencje: jedynki kobiet, jedynki mężczyzn oraz dwójki mężczyzn.

## Terminarz i medaliści
| Data          | Miejscowość | Konkurencja      | Złoto                                             | Srebro                                     | Brąz                                             |
| ------------- | ----------- | ---------------- | ------------------------------------------------- | ------------------------------------------ | ------------------------------------------------ |
| 1 lutego 2021 | Jaufental   | Jedynki kobiet   | Lisa Walch                                        | Riccarda Rütz                              | Sarah Schiller                                   |
| 1 lutego 2021 | Jaufental   | Jedynki mężczyzn | Fabian Brunner                                    | Daniel Gruber                              | Hannes Unterholzner                              |
| 1 lutego 2021 | Jaufental   | Dwójki mężczyzn  | Włochy Anton Gruber Genetti · Hannes Unterholzner | Austria Maximilian Pichler · Dominik Maier | Rosja Władimir Lewiczew · Wiaczesław Kudriawczew |

## Wyniki

### Jedynki kobiet
- Data: 1 lutego 2021

| Medal | Zawodniczka             | Narodowość | 1. zjazd | 2. zjazd | Czas    | Strata  |
| ----- | ----------------------- | ---------- | -------- | -------- | ------- | ------- |
|       | Lisa Walch              | Niemcy     |          |          | 1:50,85 | -       |
|       | Riccarda Rütz           | Austria    |          |          |         | + 0,20  |
|       | Sarah Schiller          | Niemcy     |          |          |         | + 2,36  |
| 4.    | Katharina Hofer         | Włochy     |          |          |         | + 3,90  |
| 5.    | Jekatierina Guk         | Rosja      |          |          |         | + 4,68  |
| 6.    | Klaudia Promny          | Polska     |          |          |         | + 4,71  |
| 7.    | Michelle Schnepfleitner | Austria    |          |          |         | + 5,08  |
| 8.    | Jewgienija Fiedorowa    | Rosja      |          |          |         | + 5,83  |
| 9.    | Melat Eberhöfer         | Austria    |          |          |         | + 6,20  |
| 10.   | Ivonne Müller           | Włochy     |          |          |         | + 6,61  |
| 11.   | Julia Płowy             | Polska     |          |          |         | + 6,65  |
| . . . |                         |            |          |          |         |         |
| 20.   | Paulina Lipińska        | Polska     |          |          |         | + 35,18 |

### Jedynki mężczyzn
- Data: 1 lutego 2021

| Medal | Zawodniczka          | Narodowość | 1. zjazd | 2. zjazd | Czas    | Strata  |
| ----- | -------------------- | ---------- | -------- | -------- | ------- | ------- |
|       | Fabian Brunner       | Włochy     |          |          | 1:46,65 | -       |
|       | Daniel Gruber        | Włochy     |          |          |         | + 0,97  |
|       | Hannes Unterholzner  | Włochy     |          |          |         | + 1,80  |
| 4.    | Aleksiej Chabibulin  | Rosja      |          |          |         | + 1,98  |
| 5.    | Miguel Brugger       | Austria    |          |          |         | + 2,00  |
| 6.    | Lukas Mark           | Austria    |          |          |         | + 3,09  |
| 7.    | Sebastian Feldhammer | Austria    |          |          |         | + 3,22  |
| 8.    | Anton Gruber Genetti | Włochy     |          |          |         | + 4,19  |
| 9.    | Bine Mekina          | Słowenia   |          |          |         | + 4,33  |
| 10.   | Denis Tarasow        | Rosja      |          |          |         | + 4,80  |
| . . . |                      |            |          |          |         |         |
| 19.   | Szymon Majdak        | Polska     |          |          |         | + 10,10 |

### Dwójki
- Data: 1 lutego 2021

| Medal | Zawodnicy                                | Narodowość | Czas    | Strata  |
| ----- | ---------------------------------------- | ---------- | ------- | ------- |
|       | Anton Gruber Genetti Hannes Unterholzner | Włochy     | 57,00   | -       |
|       | Maximilian Pichler Dominik Maier         | Austria    | 58,26   | + 1,26  |
|       | Władimir Lewiczew Wiaczesław Kudriawczew | Rosja      | 58,33   | + 1,33  |
| 4.    | Bine Mekina Blaž Mekina                  | Słowenia   | 59,11   | + 2,11  |
| 5.    | Alex Oberhofer Andreas Hofer             | Włochy     | 59,56   | + 2,56  |
| 6.    | Szymon Majdak Julia Płowy                | Polska     | 1:02,30 | + 5,30  |
| 7.    | Peter Neupauer Dominik Neupauer          | Słowacja   | 1:02,95 | + 5,95  |
| 8.    | Ivan Lenko Viktoria Antoniuk             | Ukraina    | 1:10,48 | + 13,48 |

## Klasyfikacja medalowa
| Miejsce | Państwo | złoto | srebro | brąz | Razem |
| ------- | ------- | ----- | ------ | ---- | ----- |
| 1.      | Włochy  | 2     | 1      | 1    | 4     |
| 2.      | Niemcy  | 1     | 0      | 1    | 2     |
| 3.      | Austria | 0     | 2      | 0    | 2     |
| 4.      | Rosja   | 0     | 0      | 1    | 1     |